# Ekol Firat Magnum
Ekol Firat Magnum — самозарядный стартовый пистолет, разработанный турецкой компанией «EKOL». Пистолет имеет внешнее сходство с боевым пистолетом Beretta 92FS и газовым пистолетом Reck Miami. Поставляется на экспорт.

## Конструкция
Изготовлен не из оружейной стали, как это принято для боевого оружия, а из недорогого и менее прочного материала. В связи с чем продавцы рекомендуют аккуратное обращение, падение пистолета с высоты нескольких метров на жёсткую поверхность может стать причиной трещины, что приведёт пистолет в неработоспособное состояние.
Имеет ударно-спусковой механизм двойного действия и затворную задержку, которая останавливает затвор в крайнем заднем положении при израсходовании всех патронов в магазине.
Предохранитель присутствует формально, так как выполняет свою функцию только при крайнем положении своего флажка (переключателя). При мизерном сдвиге флажка (а он сдвигается так сам из-за нажатия на спусковой крючок) при нажатии на спусковой крючок происходит некоторое движение курка, что теоретически может стать причиной выстрела. Также предохранитель не блокирует движение затвора (как это сделано, например, у пистолета Макарова), а само движение затвора снимает пистолет с предохранителя. Однако такое передёргивание затвора (при включённом предохранителе), почему-то, не рекомендуют делать продавцы, ссылаясь на возможность поломки предохранителя.
Мушка крупная. Спусковой крючок туговат, что может негативно влиять на результаты прицеливания. Заявленная вместимость магазина 15 патронов, можно вместить 17.
Согласно тестам продавца
 пружина спускового крючка пистолета пришла в негодность после 7 000 выстрелов. Её заменили, и после 12 000 выстрелов пришла в негодность пружина ударника.

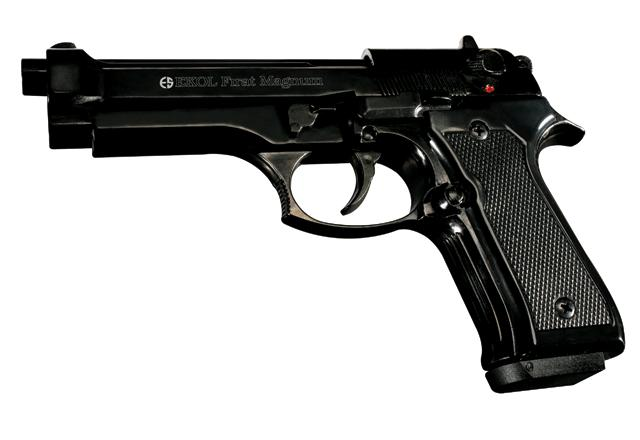
Firat Magnum BLACK

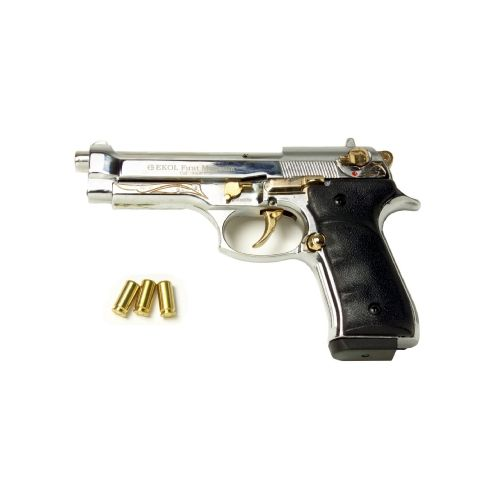
Firat Magnum Nickel-Gold

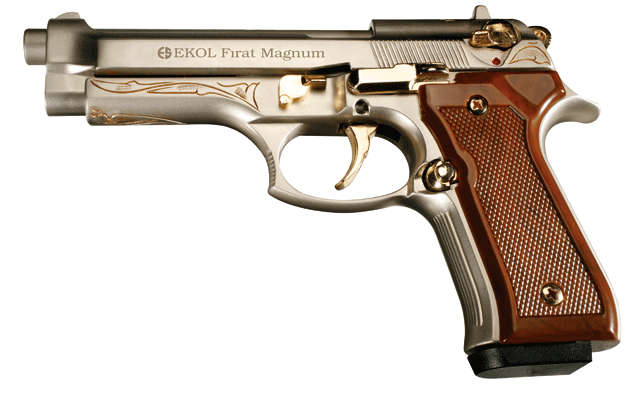
Firat Magnum SATEN GOLD

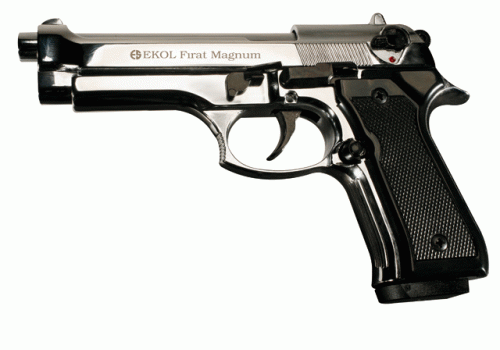
Firat Magnum Shiny

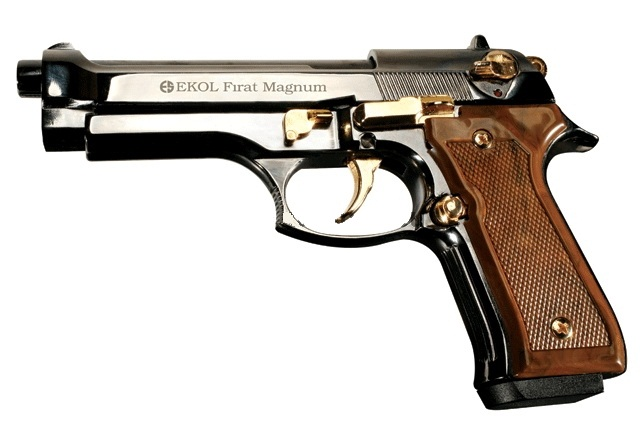
Firat Magnum Shiny-Chrome-Gold

## Варианты и модификации
- травматический пистолет Ekol Firat Magnum — с возможностью стрельбы патронами 9 мм P.A. с резиновой пулей, а также газовыми и холостыми патронами; выпускается в нескольких вариантах исполнения. При стрельбе холостыми и газовыми патронами возможны задержки при стрельбе.
- сигнальный пистолет Ekol Firat Magnum — с возможностью стрельбы только холостыми патронами 9 мм P.A.K. В стволе установлена заглушка[2].

## Страны-эксплуатанты
- Украина — продаётся только сигнальная версия с заглушкой в стволе и дроссельным отверстием в патроннике.
- Казахстан — после разрешения 1 января 2008 года приобретения травматического оружия в стране было продано некоторое количество травматических пистолетов «Ekol Firat Magnum». 2 апреля 2014 года парламент Казахстана установил запрет на владение и использование травматического оружия гражданскими лицами[3]. 29 октября 2014 года было принято решение о выкупе ранее проданного травматического оружия у владельцев (за сдачу «Ekol Firat Magnum» была установлена выплата от 57 600 до 63 600 тенге в зависимости от модификации и технического состояния конкретного пистолета)[4]. Тем не менее, они по-прежнему разрешены в качестве служебного оружия частных охранных структур[5]
- Россия — продавался до 1 июля 2011 года, когда импорт в страну газовых пистолетов с возможностью стрельбы резиновой пулей иностранного производства был запрещён[6]